# Procrita sigma
Procrita sigma är en tvåvingeart som beskrevs av Friedrich Georg Hendel 1910. Procrita sigma ingår i släktet Procrita och familjen lövflugor.
Artens utbredningsområde är Costa Rica. Inga underarter finns listade i Catalogue of Life.